# بادوکن
«بادوکن» (انگلیسی: Budokan) یک بازی ویدئویی در سبک بازی مبارزه‌ای است که در پلت‌فرم‌های اسپکتروم، داس، آمیگا، کمودور ۶۴، و سگا مگا درایو منتشر شده‌است.